# Conjoint R
conjoint R – pakiet oprogramowania statystycznego dla programu GNU R. Zawiera implementację tradycyjnej metody conjoint analysis. Jest napisany w języku programowania R jako rozwinięcie (moduł) popularnego oprogramowania statystycznego w postaci programu GNU R, współpracuje także z programami dedykowanymi dla środowiska R takimi jak: RStudio oraz Microsoft R Application Network.
Pakiet conjoint obejmuje zbiór funkcji, które umożliwiają analizę preferencji wyrażonych na podstawie danych empirycznych reprezentujących oceny konsumentów profilów produktów lub usług (tzw. użyteczności całkowite, użyteczności empiryczne). Użyteczności całkowite są przedmiotem dekompozycji na tzw. użyteczności cząstkowe, które w dalszej analizie wykorzystywane są do określenia ważności produktu lub usługi, zdefiniowania produktu o optymalnych cechach, wyodrębnienia segmentów nabywców o zbliżonych preferencjach, itp. Dekompozycja jest przeprowadzana na podstawie modelu regresji wielorakiej ze zmiennymi sztucznymi (funkcja lm z pakietu stats [R Core Team 2018]). W szczególności, pakiet conjoint programu GNU R umożliwia:
- estymację parametrów modelu conjoint analysis (użyteczności cząstkowych) w przekroju respondentów (modele indywidualne) i całej próby (model zagregowany),
- estymację ważności atrybutów (cech opisujących profile produktów lub usług),
- estymację teoretycznych użyteczności całkowitych profilów produktów lub usług,
- szacowanie udziału w rynku profilów symulacyjnych,
- segmentację respondentów.

W pakiecie dostępne są również funkcje generujące pełny i cząstkowy (w tym ortogonalny i efektywny) układ czynnikowy niezbędny do przygotowania odpowiedniego kwestionariusza ankietowego, który jest narzędziem gromadzenia danych o preferencjach wyrażonych respondentów z wykorzystaniem metody conjoint analysis.
Kod źródłowy pakietu conjoint opublikowany jest na zasadach licencji GNU GPL. Dostępne są wersje binarne dla systemów Windows, Macintosh oraz systemów uniksowych (w tym systemu Linux, który jest naturalnym środowiskiem projektu GNU R).

Rys. 1. Wykres miesięcznej liczby pobrań pakietu conjoint przez użytkowników programu RStudio

## Wymagania
Poprawne działanie pakietu conjoint wymaga zainstalowania wersji bazowej programu GNU R oraz dodatkowych pakietów (m.in. AlgDesign [Wheeler 2015] i innych), które począwszy od wersji 3.3.2 programu GNU R są pobierane i instalowane automatycznie wraz z pakietem conjoint. Pakiet można pobrać oraz zainstalować ze strony internetowej repozytorium CRAN R (CRAN.R-project.org) oraz strony WWW Katedry Ekonometrii i Informatyki Uniwersytetu Ekonomicznego we Wrocławiu (keii.ue.wroc.pl). Łączna liczba instalacji pakietu conjoint (stan na 21 czerwca 2018) przez użytkowników programu RStudio przekroczyła 35000 pobrań (statystyka nie uwzględnia użytkowników korzystających z innych wersji programów dla R, w tym przede wszystkim oryginalnej wersji środowiska R). Miesięczną liczbę pobrań pakietu conjoint oszacowaną z wykorzystaniem pakietu dlstats [Yu 2017] oraz zaprezentowaną na wykresie za pomocą pakietu ggplot2 [Wickham i in. 2018] (odpowiedni kod R poniżej) przedstawia rys. 1.
```
library
(
"ggplot2"
)

library
(
"dlstats"
)

x
<-
cran_stats
(
"conjoint"
)

ggplot
(
x
,
aes
(
end
,
downloads
,
group
=
package
,
color
=
package
))
+
geom_line
()
 
+

geom_point
(
aes
(
shape
=
package
))
+
scale_x_date
(
date_breaks
=
"1 year"
,
date_labels
=
"%Y"
)

```

## Historia i wersje
Pierwsza wersja pakietu conjoint na serwerze CRAN pojawiła się 2 października 2011 roku. Pakiet może być zainstalowany na komputerze z procesorem 32-bitowym lub 64-bitowym. Funkcjonalność pakietu jest taka sama w obu przypadkach, z wyłączeniem cząstkowych układów czynnikowych. W systemach 32-bitowych istnieje możliwość otrzymania innego cząstkowego układ czynnikowego niż w przypadku systemów 64-bitowych (wynika to z uwarunkowań numerycznych dotyczących długości słowa maszynowego i jego wpływu na ziarno generatora liczb pseudolosowych, które jest wykorzystywane w procedurze generowania układów cząstkowych). Zaprezentowane w artykule przykłady zostały opracowane z wykorzystaniem procesorów 64-bitowych pracujących pod kontrolą systemu operacyjnego Windows 10.

## Funkcje pakietu
W wersji bieżącej pakietu conjoint (1.41) oferowanych jest 16 funkcji, które umożliwiają: estymację parametrów modelu conjoint analysis oraz segmentację respondentów (funkcje: caModel, caSegmentation), estymację teoretycznych użyteczności cząstkowych i użyteczności całkowitych w przekroju respondentów (funkcje: caPartUtilities, caTotalUtilities), szacowanie ważności atrybutów oraz użyteczności cząstkowych poziomów atrybutów na poziomie zagregowanym (funkcje: caImportance, caUtilities), a także – w ramach analizy symulacyjnej – szacowanie udziału w rynku profilów symulacyjnych  (funkcje: caBTL, caLogit, caMaxUtility). Do funkcji specjalnego przeznaczenia zaliczyć należy funkcję konwertującą zbiór danych o preferencjach empirycznych (funkcja caRankToScore) oraz funkcje umożliwiające uzyskanie zbiorczych wyników wybranych pomiarów oraz symulacji (funkcje: Conjoint, ShowAllSimulations oraz ShowAllUtilities). Ponadto, w pakiecie dostępne są narzędzia wspomagające projektowanie badania ankietowego tj. konstrukcję odpowiednich układów czynnikowych, w szczególności umożliwiające redukcję pełnego zbioru profilów do postaci układów cząstkowych (ortogonalnych i efektywnych). Pakiet conjoint wykorzystuje w tym celu funkcje pakietu AlgDesign [Wheeler 2015] programu GNU R. Zastosowanie funkcji pakietu AlgDesign w pakiecie conjoint realizowane jest w postaci funkcji, które umożliwiają generowanie ortogonalnych i efektywnych cząstkowych układów czynnikowych oraz ich kodowanie za pomocą zmiennych sztucznych (funkcje: caFactorialDesign, caEncodedDesign oraz caRecreatedDesign). Do wygenerowania odpowiedniego układu czynnikowego (pełnego i cząstkowego) wystarczające są dane dotyczące liczby branych pod uwagę atrybutów (zmiennych, cech, czynników) oraz ich poziomów (realizacji, wartości, obserwacji) oraz nazw atrybutów i poziomów. Szczegółowa charakterystyka wszystkich dostępnych funkcji dostępna jest w oficjalnej dokumentacji pakietu conjoint programu R oraz na innych nieoficjalnych stronach internetowych,,, prezentujących zastosowanie pakietu. W tabeli zestawiono zwięzły opis przeznaczenia funkcji pakietu conjoint.
| Generowanie układów czynnikowych oraz konwersja danych | Generowanie układów czynnikowych oraz konwersja danych |
| --- | --- |
| caFactorialDesign(data, type="null", cards=NA, seed=123) – funkcja wyznacza (pełny lub cząstkowy) układ czynnikowy z zachowaniem nazw zmiennych oraz ich poziomów      | |
| caEncodedDesign(design) – funkcja koduje układ czynnikowy uzyskany za pomocą funkcji caFactorialDesign na potrzeby działania modułu conjoint                           | |
| caRecreatedDesign(attr.names, lev.numbers, z, prof.numbers) – funkcja odtwarza cząstkowy układ czynnikowy na podstawie numerów profilów z pełnego układu czynnikowego  | |
| caRankToScore(y.rank) – funkcja przekształca dane o preferencjach empirycznych mierzonych na skali rang w zbiór danych w postaci ocen punktowych (na skali pozycyjnej) | |
| Szacowanie indywidualnych użyteczności cząstkowych oraz teoretycznych użyteczności całkowitych (w przekroju respondentów)                                              | |
| caPartUtilities(y, x, z) – funkcja oblicza macierz użyteczności cząstkowych poziomów atrybutów w przekroju respondentów (wraz z wyrazem wolnym)                        | |
| caTotalUtilities(y, x) – funkcja oblicza macierz teoretycznych użyteczności całkowitych profilów w przekroju respondentów                                              | |
| Szacowanie użyteczności cząstkowych poziomów atrybutów (na poziomie zagregowanym) oraz pomiar ważności atrybutów                                                       | |
| caUtilities(y, x, z) – funkcja oblicza użyteczności cząstkowe poziomów atrybutów na poziomie zagregowanym                                                              | |
| caImportance(y, x) – funkcja oblicza przeciętną relatywną „ważność” wszystkich atrybutów (w ujęciu procentowym) na poziomie zagregowanym                               | |
| Analiza symulacyjna udziałów w rynku | |
| caBTL(sym, y, x) – funkcja szacuje udziały w rynku profilów symulacyjnych na podstawie modelu probabilistycznego BTL (Bradleya-Terry’ego-Luce’a)                       | |
| caLogit(sym, y, x) – funkcja szacuje udziały w rynku profilów symulacyjnych na podstawie modelu logitowego                                                             | |
| caMaxUtility(sym, y, x) – funkcja szacuje udziały w rynku profilów symulacyjnych na podstawie modelu maksymalnej użyteczności                                          | |
| Estymacja parametrów modelu conjoint analysis oraz segmentacja respondentów                                                                                            | |
| caModel(y, x) – funkcja szacuje parametry modelu conjoint analysis dla pojedynczego respondenta                                                                        | |
| caSegmentation(y, x, c=2) – funkcja przeprowadza segmentację respondentów metodą k-średnich za pomocą funkcji kmeans()                                                 | |
| Główne wyniki conjoint analysis i analizy symulacyjnej | |
| Conjoint(y, x, z, y.type=”score”) – funkcja oblicza podstawowe wyniki conjoint analysis na poziomie zagregowanym                                                       | |
| ShowAllUtilities(y, x, z) – funkcja oblicza wszystkie dostępne w pakiecie conjoint użyteczności (cząstkowe oraz całkowite)                                             | |
| ShowAllSimulations(sym, y, x) – funkcja szacuje udziały profilów symulacyjnych w rynku na podstawie wszystkich dostępnych w pakiecie modeli symulacyjnych              | |
| Argumenty funkcji | |
| data | dane opisujące przedmiot eksperymentu (produkt, usługę) – zbiór atrybutów (czynników) oraz ich poziomów w postaci funkcji expand.grid                        |
| type | parametr opcjonalny określający rodzaj generowanego układu czynnikowego (domyślnie type="null" – generowany jest układ cząstkowy bez określonych kryteriów)  |
| cards | parametr opcjonalny określający liczbę generowanych profilów (domyślnie cards=NA – liczba profilów wynika z rodzaju generowanego układu czynnikowego)        |
| seed | parametr opcjonalny określający wartość ziarna generatora liczb pseudolosowych (domyślnie seed=123)                                                          |
| design | układ eksperymentu czynnikowego (cząstkowy lub pełny) |
| attr.names | wektor reprezentujący nazwy atrybutów (czynników) |
| lev.numbers | wektor reprezentujący liczby poziomów atrybutów (czynników)                                                                                                  |
| prof.numbers | wektor reprezentujący numery odtwarzanych profilów |
| z | wektor reprezentujący nazwy poziomów atrybutów (czynników)                                                                                                   |
| y.rank | macierz (wektor) preferencji empirycznych w postaci rankingowej (dane rankingowe wymagają przekształcenia na dane ratingowe za pomocą funkcji caRankToScore) |
| y | macierz (wektor) preferencji empirycznych (w postaci ocen ważności na skali ratingowej lub rankingowej)                                                      |
| x | macierz reprezentująca profile (wraz z nazwami atrybutów) |
| y.type | typ danych o preferencjach – dane w postaci ocen ważności profilów na skali ratingowej lub rankingowej (domyślnie przyjęty jest rating)                      |
| sym | macierz reprezentująca profile symulacyjne (wraz z nazwami atrybutów)                                                                                        |
| c | parametr opcjonalny określający liczbę segmentów (domyślnie c=2 – podział na 2 segmenty)                                                                     |

## Zbiory danych
W wersji 1.41 pakietu znajduje się 9 zbiorów danych, które umożliwiają prezentację działania poszczególnych funkcji pakietu conjoint. W każdym ze zbiorów zawarte są przykładowe dane opisujące: preferencje respondentów (w postaci macierzy i/lub wektora danych), układ badania w postaci cząstkowego układu eksperymentu (w postaci macierzy danych) oraz nazwy poziomów poszczególnych zmiennych (w postaci wektora danych). W niektórych zbiorach danych znajduje się dodatkowo układ badania z profilami symulacyjnymi (w postaci macierzy danych), który umożliwia analizę udziału w rynku profilów (produktów lub usług), które pierwotnie nie zostały uwzględnione w cząstkowych układzie eksperymentu. Szczegółowa charakterystyka wszystkich zbiorów danych dostępna jest w oficjalnej dokumentacji pakietu conjoint programu R. W tabeli zestawiono zwięzły opis zawartości wybranych zbiorów danych pakietu conjoint.
| Nazwa zbioru danych | Opis | Zawartość (w tym nazwy zmiennych) |
| ------------------- | --- | --- |
| ice                 | Przykładowe dane o preferencjach konsumentów lodów na skali rankingowej (wymagają przekształcenia na dane ratingowe). Produkt opisany 4 atrybutami (wraz z następującymi poziomami atrybutów): flavour (chocolate, vanilla, strawberry), price ($1.50, $2.00, $2.50), container (cone, cup) and topping (yes, no).                                                                              | ipref – macierz preferencji (6 respondentów i 9 profilów) iprof – macierz profilów (4 atrybuty i 9 profilów), ilevn – wektor nazw poziomów atrybutów (10 poziomów). |
| tea                 | Dane o preferencjach konsumentów herbaty na skali ratingowej (pozycyjnej) zgromadzone w 2007 roku. Produkt opisany 4 atrybutami (wraz z następującymi poziomami atrybutów): price (low, medium, high), variety (black, green, red), kind (bags, granulated, leafy) and aroma (yes, no). | tprefm – macierz preferencji (100 respondentów i 13 profilów), tpref – wektor preferencji (długość 1300), tprof – macierz profilów (4 atrybuty i 13 profilów), tlevn – wektor nazw poziomów atrybutów (11 poziomów), tsimp – macierz profilów symulacyjnych (4 atrybuty i 4 profile).  |
| chocolate           | Dane o preferencjach konsumentów czekolady na skali ratingowej (pozycyjnej) zgromadzone w 2000 roku. Produkt opisany 5 atrybutami (wraz z następującymi poziomami atrybutów): kind (milk, walnut, delicaties, dark), price (low, average, high), packing (paperback, hardback), weight (light, middle, heavy) and calorie (little, much).                                                       | cprefm – macierz preferencji (87 respondentów i 16 profilów), cpref – wektor preferencji (długość 1392), cprof – macierz profilów (5 atrybutów i 16 profilów), clevn – wektor nazw poziomów atrybutów (14 poziomów), csimp – macierz profilów symulacyjnych (5 atrybutów i 4 profile). |
| journey             | Dane o preferencjach konsumentów produktu turystycznego w postaci wycieczki na skali ratingowej (pozycyjnej) zgromadzone w latach 2015-2016. Produkt opisany 4 atrybutami (wraz z następującymi poziomami atrybutów): purpose (cognitive, vacation, health, business), form (organized, own), season (summer, winter) and accommodation (1-2-3 star hotel, 4-5 star hotel, guesthouse, hostel). | jpref – macierz preferencji (306 respondetów i 14 profilów), jprof – macierz profilów (4 atrybuty i 14 profilów), jlevn – wektor nazw poziomów atrybutów (12 poziomów), csimp – macierz profilów symulacyjnych (4 atrybuty i 5 profilów).                                              |

```
>
 
library
(
conjoint
)

>
 
data
(
tea
)

>
 
ls
()

[
1
]
 
"tlevn"
  
"tpref"
  
"tprefm"
 
"tprof"
  
"tsimp"

>
 
print
(
tprof
)

   
price
 
variety
 
kind
 
aroma

1
      
3
       
1
    
1
     
1

2
      
1
       
2
    
1
     
1

3
      
2
       
2
    
2
     
1

4
      
2
       
1
    
3
     
1

5
      
3
       
3
    
3
     
1

6
      
2
       
1
    
1
     
2

7
      
3
       
2
    
1
     
2

8
      
2
       
3
    
1
     
2

9
      
3
       
1
    
2
     
2

10
     
1
       
3
    
2
     
2

11
     
1
       
1
    
3
     
2

12
     
2
       
2
    
3
     
2

13
     
3
       
2
    
3
     
2

>
 
print
(
tsimp
)

  
price
 
variety
 
kind
 
aroma

1
     
3
       
2
    
2
     
2

2
     
1
       
3
    
1
     
1

3
     
2
       
3
    
3
     
2

4
     
3
       
1
    
2
     
1

>
 
print
(
tlevn
)

       
levels

1
         
low

2
      
medium

3
        
high

4
       
black

5
       
green

6
         
red

7
        
bags

8
  
granulated

9
       
leafy

10
        
yes

11
         
no

>
 
tpref
[
1
:
78
,]

 
[
1
]
  
8
  
1
  
1
  
3
  
9
  
2
  
7
  
2
  
2
  
2
  
2
  
3
  
4
  
0
 
10
  
3
  
5
  
1
  
4
  
8
  
6
  
2
  
9
  
7
  
5
  
2
  
4
 
10
  
3
  
5
  
4
  
1
  
2
  
0
  
0
  
1

[
37
]
  
8
  
9
  
7
  
6
  
7
  
4
  
9
  
6
  
3
  
7
  
4
  
8
  
5
  
2
 
10
  
9
  
5
  
1
  
7
  
8
  
6
 
10
  
7
 
10
  
6
  
6
  
6
 
10
  
7
 
10
  
1
  
1
  
5
  
1
  
0
  
0

[
73
]
  
0
  
0
  
0
  
0
  
1
  
1

>
 
head
(
tprefm
)

  
profil1
 
profil2
 
profil3
 
profil4
 
profil5
 
profil6
 
profil7
 
profil8
 
profil9
 
profil10
 
profil11
 
profil12
 
profil13

1
       
8
       
1
       
1
       
3
       
9
       
2
       
7
       
2
       
2
        
2
        
2
        
3
        
4

2
       
0
      
10
       
3
       
5
       
1
       
4
       
8
       
6
       
2
        
9
        
7
        
5
        
2

3
       
4
      
10
       
3
       
5
       
4
       
1
       
2
       
0
       
0
        
1
        
8
        
9
        
7

4
       
6
       
7
       
4
       
9
       
6
       
3
       
7
       
4
       
8
        
5
        
2
       
10
        
9

5
       
5
       
1
       
7
       
8
       
6
      
10
       
7
      
10
       
6
        
6
        
6
       
10
        
7

6
      
10
       
1
       
1
       
5
       
1
       
0
       
0
       
0
       
0
        
0
        
0
        
1
        
1

```

## Praktyczne zastosowania pakietu conjoint programu R

### Przykład 1. Analiza preferencji konsumentów lodów na podstawie danych zgromadzonych na skali rang

#### Konstrukcja badania
Deklaracja zmiennych badania (wraz z odpowiadającymi im poziomami zmiennych): flavour (chocolate, vanilla, strawberry), price ($1.50, $2.00, $2.50), container (cone, cup) oraz topping (yes, no):
```
>
 
library
(
conjoint
)

>
 
experiment
<-
expand.grid
(

+
 
flavor
=
c
(
"chocolate"
,
"vanilla"
,
"strawberry"
),

+
 
price
=
c
(
"$1.50"
,
"$2.00"
,
"$2.50"
),

+
 
container
=
c
(
"cone"
,
"cup"
),

+
 
topping
=
c
(
"yes"
,
"no"
))

```

Wyznaczanie cząstkowego, ortogonalnego układu czynnikowego z zachowaniem nazw zmiennych oraz ich poziomów na potrzeby konstrukcji kwestionariusza ankietowego:
```
>
 
factdesign
<-
caFactorialDesign
(
data
=
experiment
,
type
=
"orthogonal"
)

>
 
print
(
factdesign
)

       
flavor
 
price
 
container
 
topping

2
     
vanilla
 
$
1.50
      
cone
     
yes

6
  
strawberry
 
$
2.00
      
cone
     
yes

10
  
chocolate
 
$
1.50
       
cup
     
yes

13
  
chocolate
 
$
2.00
       
cup
     
yes

17
    
vanilla
 
$
2.50
       
cup
     
yes

18
 
strawberry
 
$
2.50
       
cup
     
yes

25
  
chocolate
 
$
2.50
      
cone
      
no

30
 
strawberry
 
$
1.50
       
cup
      
no

32
    
vanilla
 
$
2.00
       
cup
      
no

```

Kodowanie poziomów zmiennych układu cząstkowego:
```
>
 
prof
=
caEncodedDesign
(
design
=
factdesign
)

>
 
print
(
prof
)

   
flavor
 
price
 
container
 
topping

2
       
2
     
1
         
1
       
1

6
       
3
     
2
         
1
       
1

10
      
1
     
1
         
2
       
1

13
      
1
     
2
         
2
       
1

17
      
2
     
3
         
2
       
1

18
      
3
     
3
         
2
       
1

25
      
1
     
3
         
1
       
2

30
      
3
     
1
         
2
       
2

32
      
2
     
2
         
2
       
2

```

Weryfikacja (z wykorzystaniem macierzy kowariancji i korelacji)  jakości układu cząstkowego:
```
>
 
print
(
round
(
cov
(
prof
),
5
))

          
flavor
 
price
 
container
 
topping

flavor
      
0.75
  
0.00
      
0.00
    
0.00

price
       
0.00
  
0.75
      
0.00
    
0.00

container
   
0.00
  
0.00
      
0.25
    
0.00

topping
     
0.00
  
0.00
      
0.00
    
0.25

>
 
print
(
round
(
cor
(
prof
),
5
))

          
flavor
 
price
 
container
 
topping

flavor
         
1
     
0
         
0
       
0

price
          
0
     
1
         
0
       
0

container
      
0
     
0
         
1
       
0

topping
        
0
     
0
         
0
       
1

>
 
print
(
det
(
cor
(
prof
)))

[
1
]
 
1

```

#### Wczytanie danych
Wczytanie z plików zewnętrznych: danych o preferencjach empirycznych, układu badania, nazw zmiennych i ich poziomów:
```
>
 
pref
=
read.csv2
(
"ice_preferences.csv"
,
 
header
=
TRUE
)

>
 
profiles
=
read.csv2
(
"ice_profiles.csv"
,
 
header
=
TRUE
)

>
 
levelnames
=
read.csv2
(
"ice_levels.csv"
,
 
header
=
TRUE
)

>
 
print
(
pref
)

  
profile1
 
profile2
 
profile3
 
profile4
 
profile5
 
profile6
 
profile7
 
profile8
 
profile9

1
        
1
        
6
        
2
        
7
        
8
        
4
        
3
        
9
        
5

2
        
3
        
4
        
9
        
8
        
1
        
5
        
7
        
6
        
2

3
        
3
        
5
        
1
        
6
        
8
        
9
        
2
        
7
        
4

4
        
1
        
4
        
2
        
8
        
9
        
5
        
7
        
6
        
3

5
        
2
        
6
        
3
        
7
        
8
        
1
        
4
        
5
        
9

6
        
2
        
5
        
9
        
6
        
7
        
8
        
3
        
4
        
1

>
 
print
(
profiles
)

  
flavour
 
price
 
container
 
topping

1
       
2
     
1
         
1
       
1

2
       
3
     
2
         
1
       
1

3
       
1
     
1
         
2
       
1

4
       
1
     
2
         
2
       
1

5
       
2
     
3
         
2
       
1

6
       
3
     
3
         
2
       
1

7
       
1
     
3
         
1
       
2

8
       
3
     
1
         
2
       
2

9
       
2
     
2
         
2
       
2

>
 
print
(
levelnames
)

       
levels

1
   
chocolate

2
     
vanilla

3
  
strawberry

4
       
$
1.50

5
       
$
2.00

6
       
$
2.50

7
        
cone

8
         
cup

9
         
yes

10
         
no

```

Pliki danych w formacie .csv (rozdzielany przecinkami) do pobrania: ice_preferences.csv, ice_profiles.csv, ice_levels.csv
Zmiana formatu danych o preferencjach z porządkowania rangowego (tzw. ranking) na oceny ważności (tzw. rating):
```
>
 
preferences
=
caRankToScore
(
y.rank
=
pref
)

>
 
print
(
preferences
)

  
profile1
 
profile2
 
profile3
 
profile4
 
profile5
 
profile6
 
profile7
 
profile8
 
profile9

1
        
9
        
4
        
8
        
3
        
2
        
6
        
7
        
1
        
5

2
        
7
        
6
        
1
        
2
        
9
        
5
        
3
        
4
        
8

3
        
7
        
5
        
9
        
4
        
2
        
1
        
8
        
3
        
6

4
        
9
        
6
        
8
        
2
        
1
        
5
        
3
        
4
        
7

5
        
8
        
4
        
7
        
3
        
2
        
9
        
6
        
5
        
1

6
        
8
        
5
        
1
        
4
        
3
        
2
        
7
        
6
        
9

```

#### Pomiar preferencji na poziomie indywidualnym (dla wybranych respondentów)
Oczacowanie modelu conjoint analysis dla 1-go respondenta:
```
>
 
caModel
(
preferences
[
1
,],
profiles
)

Call
:

lm
(
formula
 
=
 
frml
)

Residuals
:

         
1
          
2
          
3
          
4
          
5
          
6
          
7
          
8
          
9

 
6.667e-01
 
-6.667e-01
  
1.500e+00
 
-1.500e+00
 
-2.833e+00
  
2.833e+00
  
2.591e-16
 
-2.167e+00
  
2.167e+00

Coefficients
:

                     
Estimate
 
Std.
 
Error
 
t
 
value
 
Pr
(
>|
t
|
)

(
Intercept
)
            
5.2500
     
1.4633
   
3.588
   
0.0697
 
.

factor
(
x
$
flavour
)
1
     
1.0000
     
1.8509
   
0.540
   
0.6431

factor
(
x
$
flavour
)
2
     
0.3333
     
1.8509
   
0.180
   
0.8737

factor
(
x
$
price
)
1
       
1.0000
     
1.8509
   
0.540
   
0.6431

factor
(
x
$
price
)
2
      
-1.0000
     
1.8509
  
-0.540
   
0.6431

factor
(
x
$
container
)
1
   
1.2500
     
1.3882
   
0.900
   
0.4629

factor
(
x
$
topping
)
1
     
0.5000
     
1.3882
   
0.360
   
0.7532

---

Signif.
 
codes
:
  
0
 
‘
***
’
 
0.001
 
‘
**
’
 
0.01
 
‘
*
’
 
0.05
 
‘
.
’
 
0.1
 
‘
 
’
 
1

Residual
 
standard
 
error
:
 
3.926
 
on
 
2
 
degrees
 
of
 
freedom

Multiple
 
R
-
squared
:
  
0.4861
,
    
Adjusted
 
R
-
squared
:
  
-1.056

F
-
statistic
:
 
0.3153
 
on
 
6
 
and
 
2
 
DF
,
  
p
-
value
:
 
0.8851

```

Wyznaczanie relatywnej ważności zmiennych (atrybutów) dla 1-go respondenta:
```
>
 
importance
=
caImportance
(
y
=
preferences
[
1
,],
x
=
profiles
)

>
 
print
(
importance
)

[
1
]
 
29.79
 
25.53
 
31.91
 
12.77

```

#### Pomiar preferencji na poziomie zagregowanym (w przekroju respondentów)
Pomiar użyteczności cząstkowych:
```
>
 
partutilities
=
caPartUtilities
(
y
=
preferences
,
x
=
profiles
,
z
=
levelnames
)

>
 
print
(
partutilities
)

     
intercept
 
chocolate
 
vanilla
 
strawberry
  
$
1.50
  
$
2.00
  
$
2.50
 
cone
   
cup
   
yes
    
no

[
1
,]
     
5.250
     
1.000
   
0.333
     
-1.333
  
1.000
 
-1.000
  
0.000
 
1.25
 
-1.25
  
0.50
 
-0.50

[
2
,]
     
5.083
    
-3.000
   
3.000
      
0.000
 
-1.000
  
0.333
  
0.667
 
0.25
 
-0.25
  
0.00
  
0.00

[
3
,]
     
5.583
     
2.000
   
0.000
     
-2.000
  
1.333
  
0.000
 
-1.333
 
1.25
 
-1.25
 
-0.50
  
0.50

[
4
,]
     
5.167
    
-0.667
   
0.667
      
0.000
  
2.000
  
0.000
 
-2.000
 
0.75
 
-0.75
  
0.25
 
-0.25

[
5
,]
     
5.000
     
0.333
  
-1.333
      
1.000
  
1.667
 
-2.333
  
0.667
 
0.75
 
-0.75
  
0.75
 
-0.75

[
6
,]
     
6.000
    
-1.000
   
1.667
     
-0.667
  
0.000
  
1.000
 
-1.000
 
1.25
 
-1.25
 
-1.75
  
1.75

```

Pomiar użyteczności całkowitych:
```
>
 
totalutilities
=
caTotalUtilities
(
y
=
preferences
,
x
=
profiles
)

>
 
print
(
totalutilities
)

      
[,
1
]
  
[,
2
]
  
[,
3
]
  
[,
4
]
  
[,
5
]
  
[,
6
]
 
[,
7
]
  
[,
8
]
   
[,
9
]

[
1
,]
 
8.333
 
4.667
 
6.500
 
4.500
 
4.833
 
3.167
    
7
 
3.167
  
2.833

[
2
,]
 
7.333
 
5.667
 
0.833
 
2.167
 
8.500
 
5.500
    
3
 
3.833
  
8.167

[
3
,]
 
7.667
 
4.333
 
7.167
 
5.833
 
2.500
 
0.500
    
8
 
4.167
  
4.833

[
4
,]
 
8.833
 
6.167
 
6.000
 
4.000
 
3.333
 
2.667
    
3
 
6.167
  
4.833

[
5
,]
 
6.833
 
5.167
 
7.000
 
3.000
 
4.333
 
6.667
    
6
 
6.167
 
-0.167

[
6
,]
 
7.167
 
5.833
 
2.000
 
3.000
 
3.667
 
1.333
    
7
 
5.833
  
9.167

```

Podsumowanie najważniejszych wyników pomiaru preferencji funkcją Conjoint:
```
>
 
Conjoint
(
y
=
preferences
,
x
=
profiles
,
z
=
levelnames
)

Call
:

lm
(
formula
 
=
 
frml
)

Residuals
:

    
Min
      
1
Q
  
Median
      
3
Q
     
Max

-3
,
9444
 
-1
,
6944
  
0
,
0833
  
1
,
3333
  
5
,
6944

Coefficients
:

                     
Estimate
 
Std.
 
Error
 
t
 
value
 
Pr
(
>|
t
|
)

(
Intercept
)
            
5
,
3472
     
0
,
3747
  
14
,
269
   
<
2e-16
 
***

factor
(
x
$
flavour
)
1
    
-0
,
2222
     
0
,
4740
  
-0
,
469
   
0
,
6414

factor
(
x
$
flavour
)
2
     
0
,
7222
     
0
,
4740
   
1
,
524
   
0
,
1343

factor
(
x
$
price
)
1
       
0
,
8333
     
0
,
4740
   
1
,
758
   
0
,
0853
 
.

factor
(
x
$
price
)
2
      
-0
,
3333
     
0
,
4740
  
-0
,
703
   
0
,
4854

factor
(
x
$
container
)
1
   
0
,
9167
     
0
,
3555
   
2
,
578
   
0
,
0131
 
*

factor
(
x
$
topping
)
1
    
-0
,
1250
     
0
,
3555
  
-0
,
352
   
0
,
7267

---

Signif.
 
codes
:
  
0
 
‘
***
’
 
0
,
001
 
‘
**
’
 
0
,
01
 
‘
*
’
 
0
,
05
 
‘
.
’
 
0
,
1
 
‘
 
’
 
1

Residual
 
standard
 
error
:
 
2
,
463
 
on
 
47
 
degrees
 
of
 
freedom

Multiple
 
R
-
squared
:
  
0
,
2079
,
    
Adjusted
 
R
-
squared
:
  
0
,
1068

F
-
statistic
:
 
2
,
057
 
on
 
6
 
and
 
47
 
DF
,
  
p
-
value
:
 
0
,
07656

[
1
]
 
"Part worths (utilities) of levels (model parameters for whole sample):"

       
levnms
    
utls

1
   
intercept
  
5
,
3472

2
   
chocolate
 
-0
,
2222

3
     
vanilla
  
0
,
7222

4
  
strawberry
    
-0
,
5

5
       
$
1.50
  
0
,
8333

6
       
$
2.00
 
-0
,
3333

7
       
$
2.50
    
-0
,
5

8
        
cone
  
0
,
9167

9
         
cup
 
-0
,
9167

10
        
yes
  
-0
,
125

11
         
no
   
0
,
125

[
1
]
 
"Average importance of factors (attributes):"

[
1
]
 
35
,
13
 
31
,
39
 
20
,
43
 
13
,
05

[
1
]
 
Sum
 
of
 
average
 
importance
:
  
100

[
1
]
 
"Chart of average factors importance"

```

Rys. 2. Wykres ważności zmiennych (atrybutów)
Rys. 3. Wykres preferencji poziomów zmiennej smak
Rys. 4. Wykres preferencji poziomów zmiennej cena
Rys. 5. Wykres preferencji poziomów zmiennej opakowanie
Rys. 6. Wykres preferencji poziomów zmiennej posypka

### Przykład 2. Pomiar preferencji turystów na podstawie danych zgromadzonych w postaci ocen na skali przedziałowej

#### Konstrukcja badania
Deklaracja zmiennych badania (wraz z odpowiadającymi im poziomami zmiennych): purpose (cognitive, vacation, health, business), form (organized, own), season (summer, winter), accommodation (1-2-3 star hotel, 4-5 star hotel, guesthouse, hostel):
```
>
 
library
(
conjoint
)

>
 
journey
<-
expand.grid
(
purpose
=
c
(
"cognitive"
,
"vacation"
,
"health"
,
"business"
),

+
 
form
=
c
(
"own"
,
"organized"
),

+
 
season
=
c
(
"summer"
,
"winter"
),

+
 
accommodation
=
c
(
"1-2-3 star hotel"
,
"4-5 star hotel"
,
"guesthouse"
,
"hostel"
))

```

Wyznaczanie cząstkowego układu czynnikowego z zachowaniem nazw zmiennych oraz ich poziomów na potrzeby konstrukcji kwestionariusza ankietowego:
```
>
 
journeyfactdesign
<-
caFactorialDesign
(
data
=
journey
,
type
=
"fractional"
)

>
 
journeyfactdesign

     
purpose
      
form
 
season
    
accommodation

1
  
cognitive
       
own
 
summer
 
1-2-3
 
star
 
hotel

8
   
business
 
organized
 
summer
 
1-2-3
 
star
 
hotel

10
  
vacation
       
own
 
winter
 
1-2-3
 
star
 
hotel

15
    
health
 
organized
 
winter
 
1-2-3
 
star
 
hotel

19
    
health
       
own
 
summer
   
4-5
 
star
 
hotel

21
 
cognitive
 
organized
 
summer
   
4-5
 
star
 
hotel

30
  
vacation
 
organized
 
winter
   
4-5
 
star
 
hotel

34
  
vacation
       
own
 
summer
       
guesthouse

39
    
health
 
organized
 
summer
       
guesthouse

41
 
cognitive
       
own
 
winter
       
guesthouse

48
  
business
 
organized
 
winter
       
guesthouse

54
  
vacation
 
organized
 
summer
           
hostel

60
  
business
       
own
 
winter
           
hostel

61
 
cognitive
 
organized
 
winter
           
hostel

```

Kodowanie poziomów zmiennych układu cząstkowego:
```
>
 
prof
=
caEncodedDesign
(
design
=
journeyfactdesign
)

>
 
prof

   
purpose
 
form
 
season
 
accommodation

1
        
1
    
1
      
1
             
1

8
        
4
    
2
      
1
             
1

10
       
2
    
1
      
2
             
1

15
       
3
    
2
      
2
             
1

19
       
3
    
1
      
1
             
2

21
       
1
    
2
      
1
             
2

30
       
2
    
2
      
2
             
2

34
       
2
    
1
      
1
             
3

39
       
3
    
2
      
1
             
3

41
       
1
    
1
      
2
             
3

48
       
4
    
2
      
2
             
3

54
       
2
    
2
      
1
             
4

60
       
4
    
1
      
2
             
4

61
       
1
    
2
      
2
             
4

```

#### Wczytanie danych
Wczytanie z plików zewnętrznych: danych o preferencjach empirycznych, układu badania, nazw zmiennych i ich poziomów oraz profilów symulacyjnych:
```
>
 
preferences
=
read.csv2
(
"journey_preferences.csv"
,
 
header
=
TRUE
)

>
 
profiles
=
read.csv2
(
"journey_profiles.csv"
,
 
header
=
TRUE
)

>
 
levelnames
=
read.csv2
(
"journey_levels.csv"
,
 
header
=
TRUE
)

>
 
simulations
=
read.csv2
(
"journey_simulations.csv"
,
 
header
=
TRUE
)

>
 
print
(
head
(
preferences
))

  
profile01
 
profile02
 
profile03
 
profile04
 
profile05
 
profile06
 
profile07
 
profile08
 
profile09
 
profile10
 
profile11
 
profile12
 
profile13
 
profile14

1
         
0
        
10
         
0
        
10
        
10
         
8
         
4
         
5
        
10
         
2
         
4
         
0
         
0
         
6

2
        
10
         
0
        
10
         
3
         
7
         
9
         
2
         
7
         
4
         
0
         
8
        
10
         
3
         
7

3
         
8
         
2
         
6
         
9
         
7
         
9
         
0
         
1
         
8
         
5
         
0
         
0
         
0
         
5

4
         
8
        
10
         
1
         
6
         
3
         
0
         
3
         
1
         
8
         
4
         
7
         
4
         
1
        
10

5
         
3
         
4
         
8
        
10
        
10
         
1
        
10
         
4
         
9
         
4
        
10
         
0
         
7
        
10

6
         
5
         
1
         
8
         
3
        
10
         
0
         
9
         
5
         
3
        
10
        
10
         
4
         
1
         
8

>
 
print
(
profiles
)

   
purpose
 
form
 
season
 
accommodation

1
        
1
    
1
      
1
             
1

2
        
4
    
2
      
1
             
1

3
        
2
    
1
      
2
             
1

4
        
3
    
2
      
2
             
1

5
        
3
    
1
      
1
             
2

6
        
1
    
2
      
1
             
2

7
        
2
    
2
      
2
             
2

8
        
2
    
1
      
1
             
3

9
        
3
    
2
      
1
             
3

10
       
1
    
1
      
2
             
3

11
       
4
    
2
      
2
             
3

12
       
2
    
2
      
1
             
4

13
       
4
    
1
      
2
             
4

14
       
1
    
2
      
2
             
4

>
 
print
(
levelnames
)

             
levels

1
         
cognitive

2
          
vacation

3
            
health

4
          
business

5
         
organized

6
               
own

7
            
summer

8
            
winter

9
  
1-2-3
 
star_hotel

10
   
4-5
 
star_hotel

11
       
guesthouse

12
           
hostel

>
 
print
(
simulations
)

  
purpose
 
form
 
season
 
accommodation

1
       
2
    
2
      
1
             
1

2
       
2
    
1
      
1
             
2

3
       
3
    
2
      
2
             
2

4
       
1
    
1
      
1
             
4

5
       
4
    
1
      
2
             
3

```

Pliki danych w formacie .csv (rozdzielany przecinkami) do pobrania: journey_preferences.csv, journey_profiles.csv, journej_levels.csv, journey_simulations.csv

#### Pomiar preferencji (na poziomie indywidualnym oraz zagregowanym)
Pomiar użyteczności cząstkowych (w przekroju respondentów):
```
>
 
partutilities
=
caPartUtilities
(
y
=
preferences
,
x
=
profiles
,
z
=
levelnames
)

>
 
print
(
head
(
partutilities
))

     
intercept
 
cognitive
 
vacation
 
health
 
business
 
organized
    
own
 
summer
 
winter
 
1-2-3
 
star_hotel
 
4-5
 
star_hotel
 
guesthouse
 
hostel

[
1
,]
     
4.938
    
-0.937
   
-2.687
  
3.639
   
-0.014
    
-1.562
  
1.562
  
0.692
 
-0.692
            
0.063
          
1.639
      
0.313
 
-2.014

[
2
,]
     
5.625
     
0.875
    
1.625
 
-0.827
   
-1.673
     
0.250
 
-0.250
  
1.058
 
-1.058
            
0.125
         
-0.452
     
-0.875
  
1.202

[
3
,]
     
4.187
     
2.563
   
-2.437
  
3.341
   
-3.466
     
0.063
 
-0.063
  
0.135
 
-0.135
            
2.062
         
-0.034
     
-0.688
 
-1.341

[
4
,]
     
4.375
     
1.125
   
-2.125
  
0.788
    
0.212
    
-1.625
  
1.625
  
0.346
 
-0.346
            
1.875
         
-2.962
      
0.625
  
0.462

[
5
,]
     
6.688
    
-2.187
   
-1.187
  
3.534
   
-0.159
    
-0.062
  
0.062
 
-2.385
  
2.385
           
-0.437
          
1.034
      
0.062
 
-0.659

[
6
,]
     
5.500
     
0.250
    
1.000
  
0.202
   
-1.452
     
0.750
 
-0.750
 
-1.808
  
1.808
           
-1.250
          
1.202
      
1.500
 
-1.452

```

Pomiar użyteczności całkowitych (w przekroju respondentów):
```
>
 
totalutilities
=
caTotalUtilities
(
y
=
preferences
,
x
=
profiles
)

>
 
print
(
head
(
totalutilities
))

      
[,
1
]
  
[,
2
]
  
[,
3
]
   
[,
4
]
  
[,
5
]
  
[,
6
]
  
[,
7
]
  
[,
8
]
   
[,
9
]
 
[,
10
]
  
[,
11
]
 
[,
12
]
  
[,
13
]
 
[,
14
]

[
1
,]
 
3.192
 
7.240
 
0.058
  
9.510
 
9.346
 
7.894
 
4.760
 
1.692
 
11.144
 
2.058
  
6.106
 
2.490
  
0.654
 
2.856

[
2
,]
 
7.933
 
4.885
 
6.567
  
3.615
 
5.654
 
6.856
 
5.490
 
7.683
  
4.731
 
4.817
  
1.769
 
9.260
  
4.346
 
6.394

[
3
,]
 
9.010
 
2.856
 
3.740
  
9.394
 
7.692
 
6.788
 
1.519
 
1.260
  
6.913
 
5.990
 
-0.163
 
0.481
 
-0.692
 
5.212

[
4
,]
 
6.096
 
8.433
 
2.154
  
8.317
 
0.923
 
4.510
 
0.567
 
1.596
  
7.760
 
4.154
  
6.490
 
4.683
  
3.077
 
7.240

[
5
,]
 
1.615
 
3.769
 
7.385
 
12.231
 
8.808
 
3.212
 
8.981
 
3.115
  
7.962
 
6.885
  
9.038
 
2.519
  
8.192
 
6.288

[
6
,]
 
3.442
 
0.240
 
7.808
  
5.510
 
5.846
 
4.394
 
8.760
 
6.942
  
4.644
 
9.808
  
6.606
 
2.490
  
5.154
 
5.356

```

Wyznaczanie relatywnej ważności cech (dla respondenta nr 306):
```
>
 
importance
=
caImportance
(
y
=
preferences
[
306
,],
x
=
profiles
)

>
 
print
(
importance
)

[
1
]
 
41.97
 
18.11
 
13.37
 
26.56

```

Podsumowanie najważniejszych wyników pomiaru preferencji poleceniem Conjoint (dla respondenta nr 306):
```
>
 
Conjoint
(
preferences
[
306
,],
profiles
,
levelnames
)

Call
:

lm
(
formula
 
=
 
frml
)

Residuals
:

        
1
         
2
         
3
         
4
         
5
         
6
         
7
         
8
         
9
        
10
        
11
        
12
        
13
        
14

 
2
,
192308
 
-2
,
009615
  
2
,
557692
 
-2
,
740385
  
0
,
346154
 
-0
,
355769
  
0
,
009615
 
-3
,
307692
  
2
,
394231
 
-1
,
442308
  
2
,
355769
  
0
,
740385
 
-0
,
346154
 
-0
,
394231

Coefficients
:

                         
Estimate
 
Std.
 
Error
 
t
 
value
 
Pr
(
>|
t
|
)

(
Intercept
)
                
4
,
9375
     
0
,
8685
   
5
,
685
  
0
,
00235
 
**

factor
(
x
$
purpose
)
1
         
1
,
3125
     
1
,
4003
   
0
,
937
  
0
,
39165

factor
(
x
$
purpose
)
2
        
-0
,
4375
     
1
,
4003
  
-0
,
312
  
0
,
76733

factor
(
x
$
purpose
)
3
         
1
,
7356
     
1
,
6158
   
1
,
074
  
0
,
33184

factor
(
x
$
form
)
1
            
0
,
9375
     
0
,
8685
   
1
,
080
  
0
,
32966

factor
(
x
$
season
)
1
         
-0
,
6923
     
0
,
8617
  
-0
,
803
  
0
,
45823

factor
(
x
$
accommodation
)
1
   
1
,
3125
     
1
,
4003
   
0
,
937
  
0
,
39165

factor
(
x
$
accommodation
)
2
   
0
,
7356
     
1
,
6158
   
0
,
455
  
0
,
66802

factor
(
x
$
accommodation
)
3
  
-1
,
4375
     
1
,
4003
  
-1
,
027
  
0
,
35171

---

Signif.
 
codes
:
  
0
 
‘
***
’
 
0
,
001
 
‘
**
’
 
0
,
01
 
‘
*
’
 
0
,
05
 
‘
.
’
 
0
,
1
 
‘
 
’
 
1

Residual
 
standard
 
error
:
 
3
,
107
 
on
 
5
 
degrees
 
of
 
freedom

Multiple
 
R
-
squared
:
  
0
,
6034
,
    
Adjusted
 
R
-
squared
:
  
-0
,
0311

F
-
statistic
:
 
0
,
951
 
on
 
8
 
and
 
5
 
DF
,
  
p
-
value
:
 
0
,
549

[
1
]
 
"Part worths (utilities) of levels (model parameters for whole sample):"

             
levnms
    
utls

1
         
intercept
  
4
,
9375

2
         
cognitive
  
1
,
3125

3
          
vacation
 
-0
,
4375

4
            
health
  
1
,
7356

5
          
business
 
-2
,
6106

6
         
organized
  
0
,
9375

7
               
own
 
-0
,
9375

8
            
summer
 
-0
,
6923

9
            
winter
  
0
,
6923

10
 
1-2-3
 
star_hotel
  
1
,
3125

11
   
4-5
 
star_hotel
  
0
,
7356

12
       
guesthouse
 
-1
,
4375

13
           
hostel
 
-0
,
6106

[
1
]
 
"Average importance of factors (attributes):"

[
1
]
 
41
,
97
 
18
,
11
 
13
,
37
 
26
,
56

[
1
]
 
Sum
 
of
 
average
 
importance
:
  
100
,
01

[
1
]
 
"Chart of average factors importance"

```

Podsumowanie najważniejszych wyników pomiaru preferencji poleceniem Conjoint (w przekroju respondentów):
```
>
 
Conjoint
(
y
=
preferences
,
x
=
profiles
,
z
=
levelnames
)

Call
:

lm
(
formula
 
=
 
frml
)

Residuals
:

    
Min
      
1
Q
  
Median
      
3
Q
     
Max

-5
,
4460
 
-3
,
0144
 
-0
,
0949
  
2
,
7758
  
5
,
9051

Coefficients
:

                          
Estimate
 
Std.
 
Error
 
t
 
value
 
Pr
(
>|
t
|
)

(
Intercept
)
               
4
,
979371
   
0
,
052578
  
94
,
704
  
<
 
2e-16
 
***

factor
(
x
$
purpose
)
1
        
0
,
139093
   
0
,
084780
   
1
,
641
   
0
,
1009

factor
(
x
$
purpose
)
2
        
0
,
146446
   
0
,
084780
   
1
,
727
   
0
,
0842
 
.

factor
(
x
$
purpose
)
3
        
0
,
437924
   
0
,
097823
   
4
,
477
 
7
,
78e-06
 
***

factor
(
x
$
form
)
1
          
-0
,
070057
   
0
,
052578
  
-1
,
332
   
0
,
1828

factor
(
x
$
season
)
1
        
-0
,
094834
   
0
,
052172
  
-1
,
818
   
0
,
0692
 
.

factor
(
x
$
accommodation
)
1
 
-0
,
136234
   
0
,
084780
  
-1
,
607
   
0
,
1081

factor
(
x
$
accommodation
)
2
 
-0
,
028171
   
0
,
097823
  
-0
,
288
   
0
,
7734

factor
(
x
$
accommodation
)
3
  
0
,
005923
   
0
,
084780
   
0
,
070
   
0
,
9443

---

Signif.
 
codes
:
  
0
 
‘
***
’
 
0
,
001
 
‘
**
’
 
0
,
01
 
‘
*
’
 
0
,
05
 
‘
.
’
 
0
,
1
 
‘
 
’
 
1

Residual
 
standard
 
error
:
 
3
,
291
 
on
 
4275
 
degrees
 
of
 
freedom

Multiple
 
R
-
squared
:
  
0
,
01474
,
   
Adjusted
 
R
-
squared
:
  
0
,
0129

F
-
statistic
:
 
7
,
994
 
on
 
8
 
and
 
4275
 
DF
,
  
p
-
value
:
 
9
,
444e-11

[
1
]
 
"Part worths (utilities) of levels (model parameters for whole sample):"

             
levnms
    
utls

1
         
intercept
  
4
,
9794

2
         
cognitive
  
0
,
1391

3
          
vacation
  
0
,
1464

4
            
health
  
0
,
4379

5
          
business
 
-0
,
7235

6
         
organized
 
-0
,
0701

7
               
own
  
0
,
0701

8
            
summer
 
-0
,
0948

9
            
winter
  
0
,
0948

10
 
1-2-3
 
star_hotel
 
-0
,
1362

11
   
4-5
 
star_hotel
 
-0
,
0282

12
       
guesthouse
  
0
,
0059

13
           
hostel
  
0
,
1585

[
1
]
 
"Average importance of factors (attributes):"

[
1
]
 
38
,
62
 
13
,
30
 
13
,
97
 
34
,
11

[
1
]
 
Sum
 
of
 
average
 
importance
:
  
100

[
1
]
 
"Chart of average factors importance"

```

Rys. 7. Wykres ważności zmiennych (atrybutów)
Rys. 8. Wykres preferencji poziomów zmiennej cel
Rys. 9. Wykres preferencji poziomów zmiennej forma
Rys. 10. Wykres preferencji poziomów zmiennej sezon
Rys. 11. Wykres preferencji poziomów zmiennej zakwaterowanie

#### Segmentacja respondentów
Segmentacja metodą k-średnich – domyślny podział na 2 segmenty:
```
>
 
segments
<-
caSegmentation
(
preferences
,
profiles
)

>
 
print
(
segments
$
seg
)

K
-
means
 
clustering
 
with
 
2
 
clusters
 
of
 
sizes
 
149
,
 
157

Cluster
 
means
:

      
[,
1
]
     
[,
2
]
     
[,
3
]
    
[,
4
]
     
[,
5
]
     
[,
6
]
     
[,
7
]
     
[,
8
]
     
[,
9
]
    
[,
10
]
    
[,
11
]
    
[,
12
]
    
[,
13
]
    
[,
14
]

1
 
6.025658
 
3.686060
 
5.200852
 
5.08743
 
4.808973
 
5.088503
 
4.263604
 
4.948477
 
4.835148
 
6.630383
 
4.290691
 
3.291765
 
3.721228
 
4.973577

2
 
3.670554
 
4.482898
 
4.837408
 
5.78621
 
5.618357
 
5.043720
 
6.210573
 
4.984248
 
5.933051
 
3.743459
 
4.555803
 
7.127006
 
5.120497
 
5.886217

Clustering
 
vector
:

  
[
1
]
 
2
 
2
 
1
 
1
 
2
 
1
 
1
 
1
 
2
 
1
 
2
 
1
 
2
 
1
 
1
 
2
 
1
 
1
 
1
 
2
 
1
 
1
 
2
 
1
 
2
 
2
 
1
 
2
 
1
 
2
 
1
 
2
 
1
 
1
 
1
 
1
 
2
 
1
 
1
 
1
 
1
 
1
 
2
 
2
 
2
 
1
 
1
 
2
 
2
 
1
 
2
 
1
 
1
 
1
 
1
 
1
 
1
 
2
 
2
 
1
 
2
 
1
 
1
 
2
 
2
 
1
 
1
 
2
 
2
 
1
 
1
 
2
 
1

 
[
74
]
 
1
 
2
 
1
 
1
 
2
 
2
 
2
 
2
 
2
 
2
 
2
 
2
 
2
 
2
 
2
 
2
 
1
 
2
 
2
 
2
 
2
 
1
 
2
 
1
 
2
 
2
 
2
 
2
 
1
 
1
 
2
 
2
 
2
 
2
 
1
 
2
 
2
 
2
 
2
 
2
 
1
 
1
 
2
 
2
 
1
 
2
 
2
 
1
 
1
 
1
 
2
 
2
 
1
 
1
 
2
 
1
 
1
 
2
 
1
 
1
 
2
 
2
 
2
 
1
 
1
 
1
 
2
 
1
 
2
 
2
 
1
 
2
 
2

[
147
]
 
2
 
2
 
2
 
2
 
2
 
2
 
1
 
2
 
2
 
1
 
1
 
1
 
2
 
1
 
2
 
2
 
2
 
1
 
2
 
2
 
2
 
2
 
1
 
2
 
1
 
2
 
1
 
2
 
2
 
1
 
2
 
1
 
2
 
2
 
2
 
2
 
2
 
1
 
2
 
2
 
2
 
2
 
2
 
2
 
2
 
2
 
1
 
1
 
2
 
1
 
1
 
1
 
2
 
1
 
1
 
2
 
1
 
2
 
2
 
1
 
2
 
2
 
2
 
2
 
2
 
1
 
1
 
1
 
2
 
1
 
1
 
2
 
1

[
220
]
 
1
 
2
 
2
 
2
 
2
 
2
 
2
 
1
 
2
 
1
 
1
 
2
 
1
 
1
 
1
 
2
 
2
 
2
 
1
 
1
 
1
 
2
 
1
 
1
 
1
 
2
 
2
 
1
 
1
 
1
 
1
 
2
 
2
 
2
 
1
 
1
 
2
 
2
 
1
 
2
 
1
 
2
 
1
 
2
 
1
 
1
 
2
 
1
 
1
 
1
 
1
 
1
 
2
 
2
 
1
 
1
 
1
 
2
 
2
 
2
 
1
 
2
 
1
 
1
 
1
 
1
 
2
 
1
 
1
 
1
 
2
 
1
 
1

[
293
]
 
2
 
1
 
1
 
1
 
1
 
2
 
2
 
1
 
1
 
2
 
1
 
1
 
1
 
1

Within
 
cluster
 
sum
 
of
 
squares
 
by
 
cluster
:

[
1
]
 
12885.85
 
11758.15

 
(
between_SS
 
/
 
total_SS
 
=
  
10.6
%
)

Available
 
components
:

[
1
]
 
"cluster"
      
"centers"
      
"totss"
        
"withinss"
     
"tot.withinss"
 
"betweenss"
    
"size"
         
"iter"
         
"ifault"

```

Segmentacja metodą k-średnich – podział na 3 segmenty:
```
>
 
segments
<-
caSegmentation
(
preferences
,
profiles
,
c
=
3
)

>
 
print
(
segments
$
seg
)

K
-
means
 
clustering
 
with
 
3
 
clusters
 
of
 
sizes
 
104
,
 
97
,
 
105

Cluster
 
means
:

      
[,
1
]
     
[,
2
]
     
[,
3
]
     
[,
4
]
     
[,
5
]
     
[,
6
]
     
[,
7
]
     
[,
8
]
     
[,
9
]
    
[,
10
]
    
[,
11
]
    
[,
12
]
    
[,
13
]
    
[,
14
]

1
 
5.263000
 
3.860952
 
4.155269
 
7.124625
 
7.068404
 
4.630298
 
3.522462
 
3.895212
 
6.864673
 
5.561519
 
4.159365
 
3.494365
 
4.614288
 
5.160567

2
 
5.602402
 
3.695979
 
6.044505
 
3.409691
 
3.393330
 
5.303907
 
5.746031
 
6.161680
 
3.526845
 
6.583165
 
4.676763
 
4.284897
 
3.513887
 
4.706402

3
 
3.650619
 
4.695133
 
4.913667
 
5.664390
 
5.089067
 
5.276390
 
6.539390
 
4.924429
 
5.675200
 
3.416048
 
4.460514
 
7.908229
 
5.120457
 
6.399800

Clustering
 
vector
:

  
[
1
]
 
1
 
3
 
1
 
1
 
1
 
2
 
2
 
2
 
2
 
1
 
3
 
1
 
1
 
2
 
2
 
3
 
1
 
1
 
2
 
1
 
1
 
2
 
1
 
2
 
3
 
3
 
2
 
2
 
1
 
3
 
2
 
3
 
2
 
2
 
2
 
2
 
3
 
2
 
1
 
2
 
2
 
1
 
2
 
3
 
3
 
2
 
2
 
3
 
3
 
1
 
3
 
2
 
2
 
1
 
2
 
2
 
1
 
3
 
1
 
2
 
3
 
1
 
2
 
3
 
2
 
1
 
1
 
3
 
1
 
2
 
2
 
1
 
2

 
[
74
]
 
2
 
1
 
1
 
1
 
1
 
3
 
3
 
3
 
3
 
3
 
3
 
3
 
1
 
3
 
2
 
2
 
1
 
3
 
3
 
3
 
3
 
1
 
3
 
2
 
3
 
3
 
3
 
3
 
2
 
2
 
3
 
3
 
2
 
3
 
1
 
3
 
3
 
3
 
1
 
2
 
2
 
2
 
3
 
3
 
2
 
3
 
3
 
2
 
1
 
2
 
3
 
3
 
2
 
2
 
1
 
1
 
1
 
3
 
1
 
1
 
3
 
1
 
1
 
2
 
3
 
2
 
3
 
2
 
3
 
3
 
1
 
3
 
1

[
147
]
 
1
 
1
 
3
 
3
 
1
 
3
 
2
 
2
 
1
 
2
 
1
 
2
 
3
 
1
 
3
 
3
 
1
 
2
 
1
 
3
 
3
 
3
 
1
 
3
 
2
 
3
 
1
 
3
 
3
 
1
 
3
 
2
 
2
 
1
 
3
 
1
 
3
 
2
 
3
 
3
 
3
 
3
 
2
 
3
 
3
 
3
 
2
 
1
 
3
 
2
 
2
 
2
 
1
 
1
 
1
 
3
 
1
 
3
 
3
 
1
 
2
 
3
 
3
 
1
 
2
 
1
 
1
 
2
 
3
 
2
 
2
 
3
 
1

[
220
]
 
2
 
3
 
3
 
3
 
3
 
3
 
2
 
2
 
2
 
2
 
1
 
2
 
2
 
2
 
1
 
1
 
1
 
3
 
2
 
1
 
1
 
3
 
1
 
1
 
2
 
3
 
3
 
1
 
2
 
1
 
1
 
1
 
1
 
1
 
1
 
2
 
3
 
1
 
1
 
3
 
2
 
2
 
1
 
1
 
1
 
1
 
1
 
2
 
2
 
1
 
2
 
1
 
3
 
3
 
1
 
1
 
1
 
3
 
1
 
3
 
2
 
3
 
2
 
1
 
2
 
1
 
3
 
2
 
1
 
1
 
1
 
2
 
2

[
293
]
 
3
 
2
 
1
 
2
 
2
 
3
 
3
 
2
 
1
 
3
 
1
 
2
 
1
 
1

Within
 
cluster
 
sum
 
of
 
squares
 
by
 
cluster
:

[
1
]
 
8321.434
 
7030.496
 
7021.380

 
(
between_SS
 
/
 
total_SS
 
=
  
18.9
%
)

Available
 
components
:

[
1
]
 
"cluster"
      
"centers"
      
"totss"
        
"withinss"
     
"tot.withinss"
 
"betweenss"
    
"size"
         
"iter"
         
"ifault"

```

Wizualizacja podziału na 3 segmenty:

Rys. 9. Podział na 3 segmenty (za pomocą funkcji plotcluster pakietu fpc [Hennig 2018])
Rys. 10. Podział na 3 segmenty (za pomocą funkcji ggplot pakietu ggplot2 [Wickham i in. 2018])

```
>
 
summary
(
segments
)

     
Length
 
Class
  
Mode

segm
    
9
   
kmeans
 
list

util
 
4284
   
-
none
-
 
numeric

sclu
  
306
   
-
none
-
 
numeric

>
 
require
(
fpc
)

>
 
plotcluster
(
segments
$
util
,
segments
$
sclu
)

>
 
require
(
fpc
)

>
 
require
(
broom
)

>
 
require
(
ggplot2
)

>
 
dcf
<-
discrcoord
(
segments
$
util
,
segments
$
sclu
)

>
 
assignments
<-
augment
(
segments
$
segm
,
dcf
$
proj
[,
1
:
2
])

>
 
ggplot
(
assignments
)
+
geom_point
(
aes
(
x
=
X1
,
y
=
X2
,
color
=
 
.cluster
))
+
labs
(
color
=
"Cluster Assignment"
,
title
=
"K-Means Clustering Results"
)

```

- Rys. 9. Podział na 3 segmenty (za pomocą funkcji plotcluster pakietu fpc [Hennig 2018[13]])
- Rys. 10. Podział na 3 segmenty (za pomocą funkcji ggplot pakietu ggplot2 [Wickham i in. 2018[7]])

#### Analiza udziału w rynku profilów symulacyjnych
Analiza udziału w rynku profilów symulacyjnych za pomocą modelu maksymalnej użyteczności, modelu probabilistycznego BTL (Bradleya-Terry’ego-Luce’a) oraz modelu logitowego:
```
>
 
ShowAllSimulations
(
sym
=
simulations
,
y
=
preferences
,
x
=
profiles
)

  
TotalUtility
 
MaxUtility
 
BTLmodel
 
LogitModel

1
         
4
,
96
      
20
,
26
    
19
,
31
      
17
,
51

2
         
4
,
93
      
11
,
44
    
20
,
01
      
15
,
72

3
         
5
,
55
      
31
,
05
    
22
,
32
      
29
,
02

4
         
5
,
11
      
24
,
84
    
20
,
77
      
23
,
07

5
         
4
,
29
      
12
,
42
    
17
,
59
      
14
,
68

```